# Giro dell'Umbria 1984
Il Giro dell'Umbria 1984, quarantatreesima edizione della corsa, si svolse il 6 aprile 1984. La vittoria fu appannaggio dell'italiano Mario Beccia il quale precedette i connazionali Gianbattista Baronchelli e Silvano Contini.

## Ordine d'arrivo (Top 10)
| Pos. | Corridore                | Squadra                | Tempo |
| ---- | ------------------------ | ---------------------- | ----- |
| 1    | Mario Beccia             | Malvor-Bottecchia      | ?     |
| 2    | Gianbattista Baronchelli | Murella-Rossin         | ?     |
| 3    | Silvano Contini          | Bianchi-Piaggio        | ?     |
| 4    | Jonathan Boyer           | Supermercati Brianzoli | ?     |
| 5    | Ole-Kristian Silseth     | Supermercati Brianzoli | ?     |
| 6    | Giovanni Mantovani       | Malvor-Bottecchia      | ?     |
| 7    | Claudio Torelli          | Sammontana-Campagnolo  | ?     |
| 8    | Alessandro Pozzi         | Bianchi-Piaggio        | ?     |
| 9    | Claudio Corti            | Sammontana-Campagnolo  | ?     |
| 10   | Palmiro Masciarelli      | Gis Gelati-Tuc Lu      | ?     |